# خورشیدگرفتگی ۴ ژانویه ۱۹۹۲
خورشیدگرفتگی ۴ ژانویه ۱۹۹۲ (به انگلیسی: Solar eclipse of January 4, 1992) یک خورشیدگرفتگی از نوع خورشیدگرفتگی حلقه‌ای است. این خورشیدگرفتگی در تاریخ ۴ ژانویه ۱۹۹۲ میلادی (‎۱۴ دی ۱۳۷۰ خورشیدی) روی داد که زمان اوج آن، ساعت ۲۳:۰۵:۳۷ به‌وقت ساعت هماهنگ جهانی بوده‌است. مدت زمان و طول این خورشیدگرفتگی ۱۱ دقیقه و ۴۱ ثانیه بود.